# Южное Бутово (ландшафтный парк)
Ландшафтный парк «Южное Бутово» — самый крупный парк за пределами МКАД, расположенный в Юго-Западном административном округе в районе Южное Бутово. Разбит на площади 142,5 га. Был открыт в 2018 году по программе создания комфортной городской среды «Мой район».

## Расположение
С востока на запад через территорию парка проходит линия легкого метро со станциями «Улица Горчакова» и «Бунинская аллея». С севера он ограничен улицами Академика Семенова и Бартеневской, с востока — аллеей Витте, бульваром Адмирала Ушакова и Проектируемым проездом № 6131. На юге парк расположен в границах Остафьевской и Южнобутовской улиц, а с запада ограничивается улицей Академика Понтрягина.
На территории находятся следующие акватории: Верхний, Средний и Нижний Гавриковские пруды, река Корюшка, Верхний и Нижний Черневские пруды, а также Черневский пруд.

## История

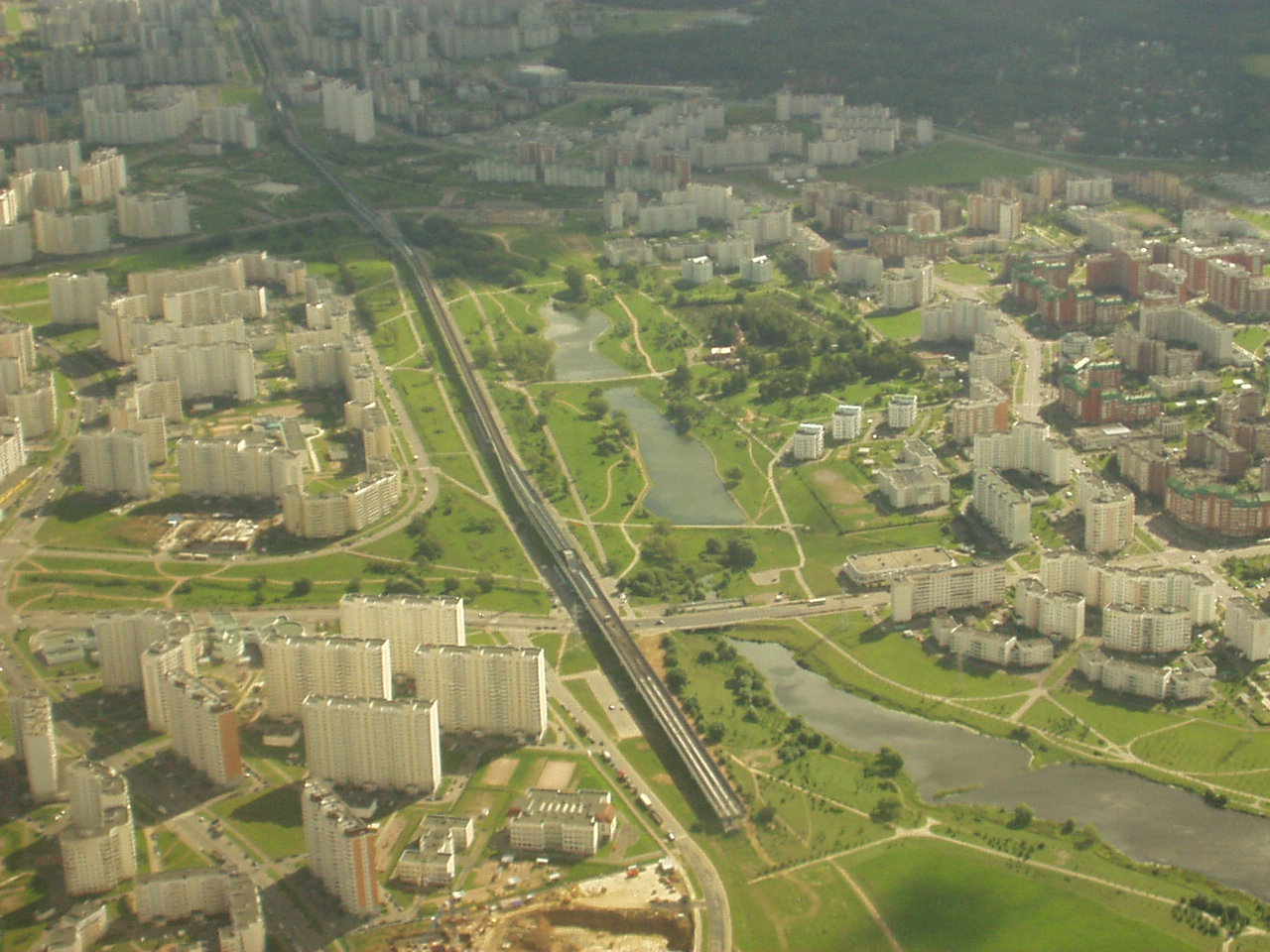
Южная часть парка

Раньше на территории парка находились село Чернево и деревня Гавриково. В XVIII—XIX веках здесь выстроили деревянные усадьбы, в начале XIX столетия разбили плодовый сад, который просуществовал до 1950-х годов. 
В 1940-х годах село Чернево решили расширить. Работы нарушили природный баланс, превратив каскад прудов в болото. Восстановить водоемы удалось лишь к концу 1950-х годов.
Рядом с Верхним и Нижним Черневскими прудами расположен Храм Рождества Христова. Ранее на его месте стояла деревянная церковь. Каменное здание построили в 1722 году. В 1974 году храм был внесен в списки памятников архитектуры, состоящих под охраной государства, однако к тому моменту церковь была разграблена. В XXI веке ее удалось восстановить.
В 1986 году Бутово вошло в состав Москвы. Часть парка включили в единый государственный реестр объектов культурного наследия и признали произведением садово-паркового искусства регионального значения «Усадьба Чернево». Пространство с каскадными прудами было принято под охрану распоряжением Исполкома Московского городского совета народных депутатов от 19 октября 1987 года № 2813-Р.
Сегодня пространство вокруг Черневских прудов называется ландшафтным парком Южного Бутова, а вокруг Гавриковских — детским ландшафтным парком. Он находится внутри треугольника в границах улиц Адмирала Лазарева, Горчакова и Южнобутовской, и занимает площадь в 14,27 га. Парк является частью природного комплекса «Долина реки Корюшки с бывшей усадьбой Чернево».

## Реконструкция
Автором проекта комплексного благоустройства стала компания ООО «Мегапарк», заказчиком выступило ГБУ города Москвы «Автомобильные дороги». Проект был разработан в 2016 году и утвержден Правительством Москвы в 2017 году. 
Основные строительные работы начались в 2017 году. Масштабный проект реализовывали в два этапа. Сначала территорию расчистили и проложили инженерные коммуникации, а в 2018 году появилась основная инфраструктура. Официально парк открылся в августе 2018 года.

Парк Южного Бутова – это огромный парк, который объединяет 6 прудов. Наша идея — объединить всю эту территорию в одной концепции, одним мощением— Проектировщик парка Анна Старостина в интервью телеканалу Россия-24.

Сегодня по размерам и уровню благоустройства парк стоит на одном уровне с такими общественными пространствами Москвы, как «Сокольники» и ЦПКиО имени Горького.

## Описание
Мы долго с вами советовались и обсуждали, что в этом парке необходимо сделать и постарались учесть максимум из того, что можно исполнить. Это и чистые пруды с рыбой, и набережные, и площадки для отдыха возле воды, и танцевальные площадки, и детские, и спортивные. Один из самых больших районов Москвы достоин того, чтобы здесь был один из лучших парков города— Мэр Москвы Сергей Собянин на церемонии открытия парка
Парк разделен на 6 зон: пространство для тихого отдыха у воды, пляжные и прогулочные зоны, территории тихого отдыха с беседками и скамейками, места активного отдыха с велодорожками, тренажерами и спортивными площадками, а также зону детских игр. В парке оборудовано 8 входов.

### Пруды

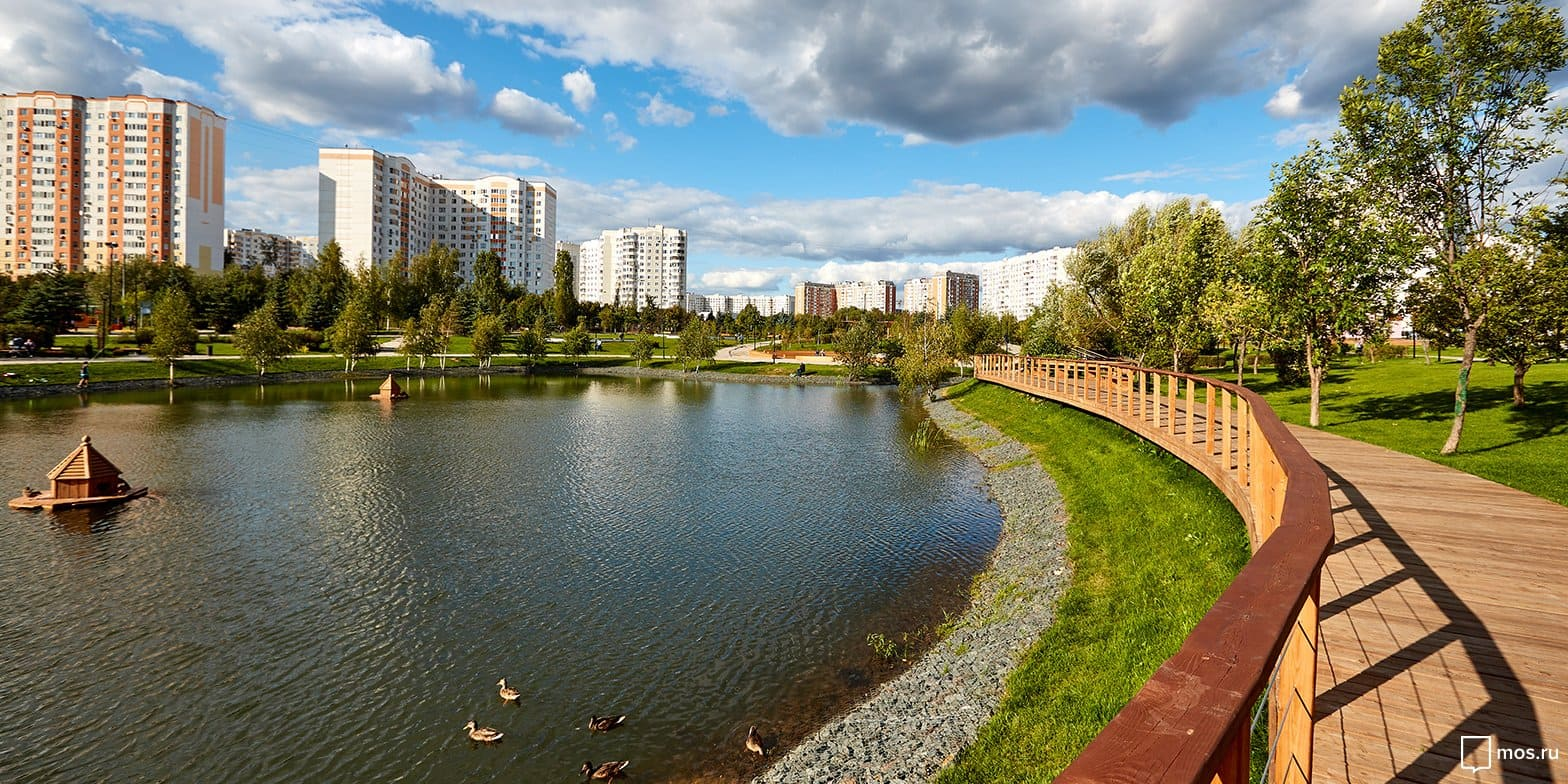
Благоустроенная набережная

Общая площадь водной поверхности каскада Черневских и Гавриковских прудов на территории парка составляет 19,5 га без учета ручьев и каналов. В ходе реконструкции их берега укрепили, оборудовали деревянную набережную с зонами для отдыха и причалами, над ответвлениями речки построили деревянные мосты-пандусы с перилами. Кроме того, в водоемы специально запустили рыбу. 

Все берега прудов мы облагородили. Для рыбаков мы сделали рыбацкие мостики... Для отдыхающих и загорающих сделали настилы из дерева. Для обитателей наших прудов – для уток – в парке сделаны 24 домика— Сергей Марков, начальник Оперативного управления Департамента капитального ремонта города Москвы

### Детские площадки

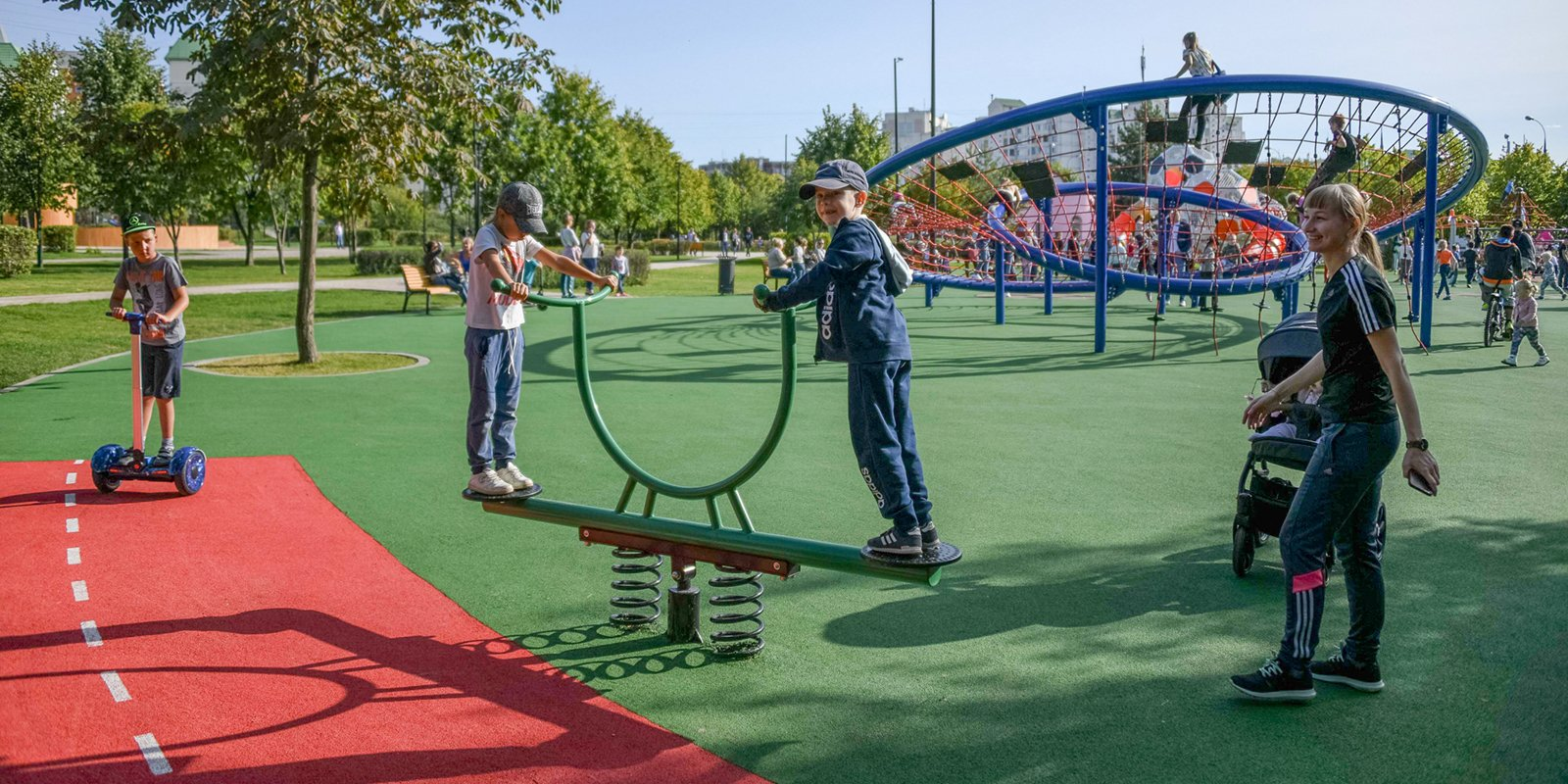
Детская площадка в Ландшафтном парке Южного Бутова

По всей площади парка оборудовано 17 современных детских площадок с прорезиненным покрытием, среди которых есть «Шапито», «Изумрудный город», «Змейка», «Цветочная поляна», «Пиратский корабль» и другие. 
На каждой площадке установлены игровые комплексы с качелями, каруселями, веревочными лазалками, сетчатыми лабиринтами и паутинами, а также горками и домиками. Для самых маленьких оборудован детский городок с песочным покрытием. Для взрослых рядом с детскими зонами установлены скамейки. 
В ландшафтном парке также есть детская площадка с музыкальными инструментами. В игровой зоне размещено пять ксилофонов и интерактивные панели, которые имитируют звуки гитары, пианино и ударных инструментов.
На площадке с дорожной разметкой можно покататься на велосипедах и самокатах.

### Спортивная инфраструктура
Для занятий спортом в разных частях парка оборудовано 14 специальных пространств. Помимо современных зон воркаута, в том числе для маломобильных граждан, здесь обустроены площадки для баскетбола и футбола. Также специально отмечены беговые маршруты. Рядом с Нижним Гавриковским прудом оборудован памп-трек. По всему парку проложены велодорожки. Их протяженность составляет около 6 250 м.

### Зоны отдыха

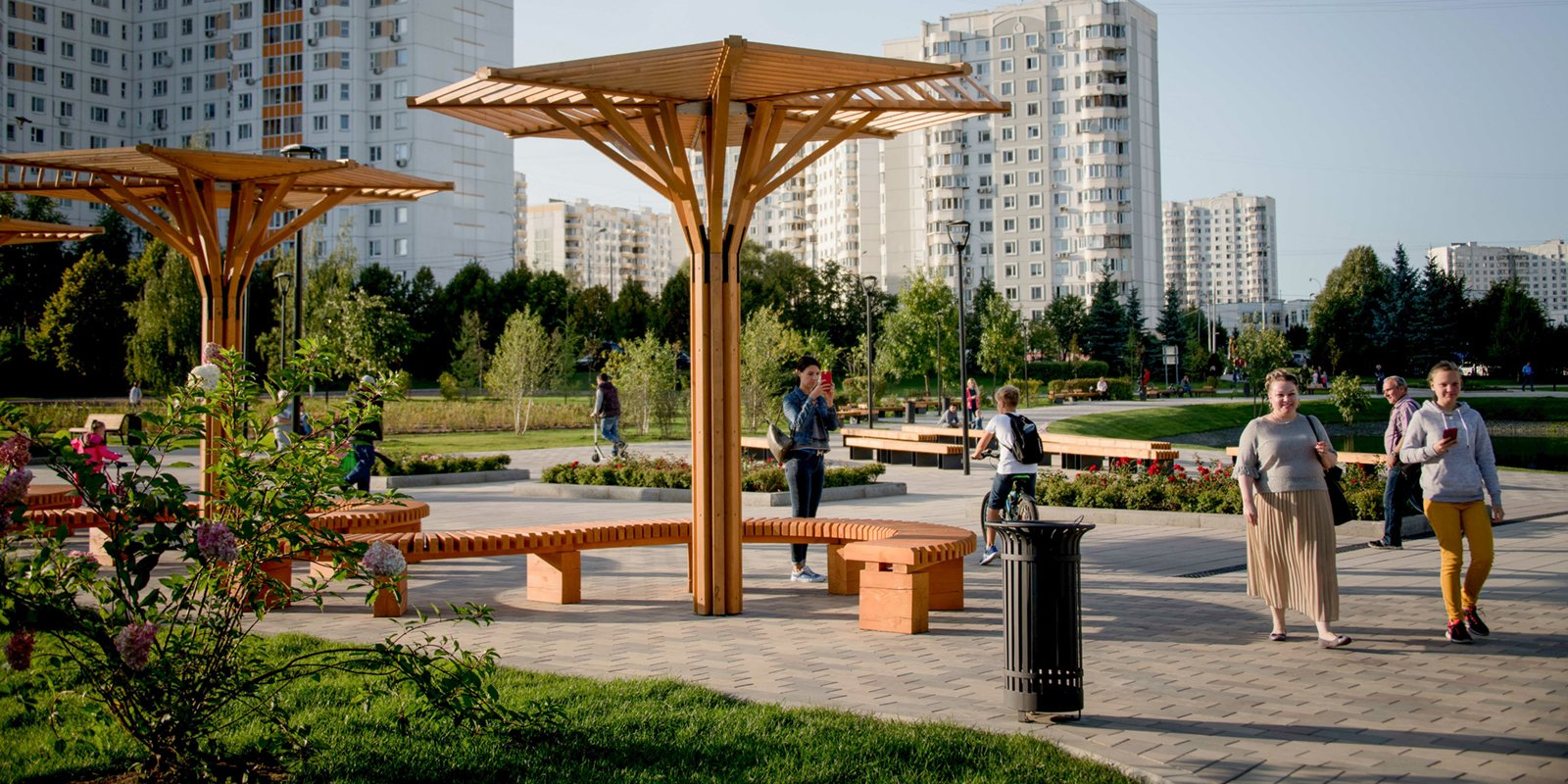
Перголы в Ландшафтном парке

В парке обустроены две пикниковые точки, каждая из которых рассчитана на 15 человек. Кроме того, на территории установлено 10 беседок и многочисленные перголы — деревянные навесы, увитые зеленью. Под одним из них, прямо за Гавриковскими прудами, установлены широкие подвесные качели. Рядом с Нижним Гавриковским прудом обустроен каскадный водопад.

### Летние эстрады
В парке есть четыре летние эстрады: зеленый театр на 300 мест, летний театр на 100 мест, амфитеатр на 170 мест и танцплощадка. 
Зеленый театр площадью 745 кв. м расположен на участке около Черневского пруда. Представляет собой сцену в виде деревянного настила со зрительскими рядами, расположенными амфитеатром с небольшим уклоном.
Летний театр площадью 240 кв. м располагается возле Нижнего Черневского пруда. Деревянная сцена в плане имеет форму раковины. Зрительские ряды расположены линейно друг за другом, с небольшим уклоном в сторону сцены. 
Амфитеатр площадью 340 кв. м расположен в «Детском парке», между Нижними Гавриковскими прудами. 

### Площадка для выгула собак
В ландшафтном парке обустроена площадка для выгула собак площадью 380 кв. метров. Она расположена по адресному ориентиру: Южнобутовская улица, 84 к. 1. 

### Арт-объекты и памятники
На территории детского ландшафтного парка, рядом с каскадом Гавриковских прудов, расположен фонтан «Летние дожди». Он выполнен в форме радуги и состоит из трех чаш, оформленных разноцветной плиткой. 
Рядом с Черневским прудом находится мемориальный комплекс, установленный жителями села Чернево в память о павших воинах на полях Великой Отечественной войны.

### Освещение
Над проектом освещения ландшафтного парка «Южное Бутово» работала компания ГК «Светосервис». Широкие дороги и велодорожки освещают светильники на опорах высотой 8 м, а более узкие дорожки и тропинки подсвечены моделями на опорах в 6 м. Растения и деревья в парке освещены миниатюрными светодиодными прожекторами. На лавочках установлены световые приборы для контурной подсветки.